# SS-Sonderlager Hinzert

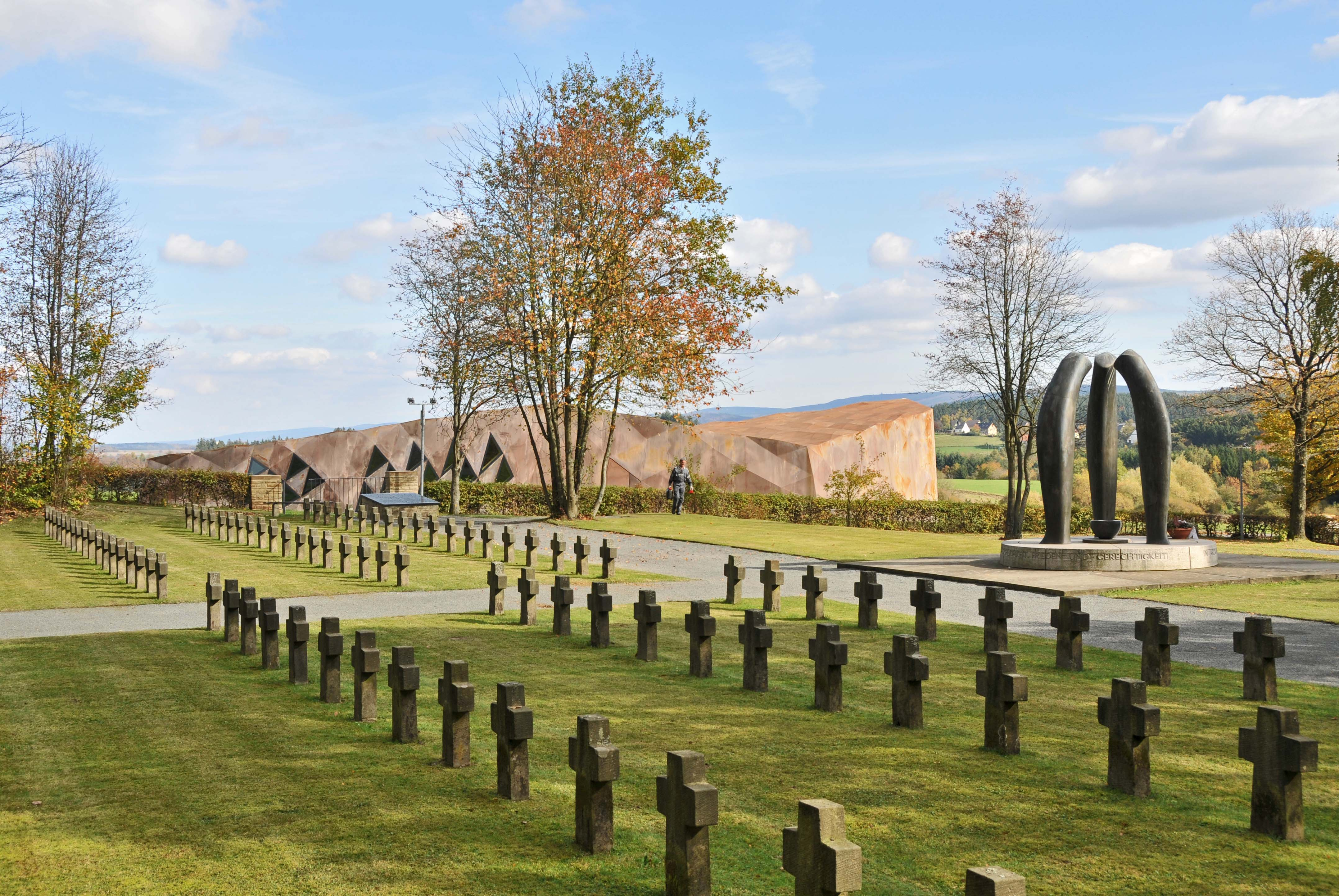
Gedenkstätte am Ort des KZ Hinzert (2008)

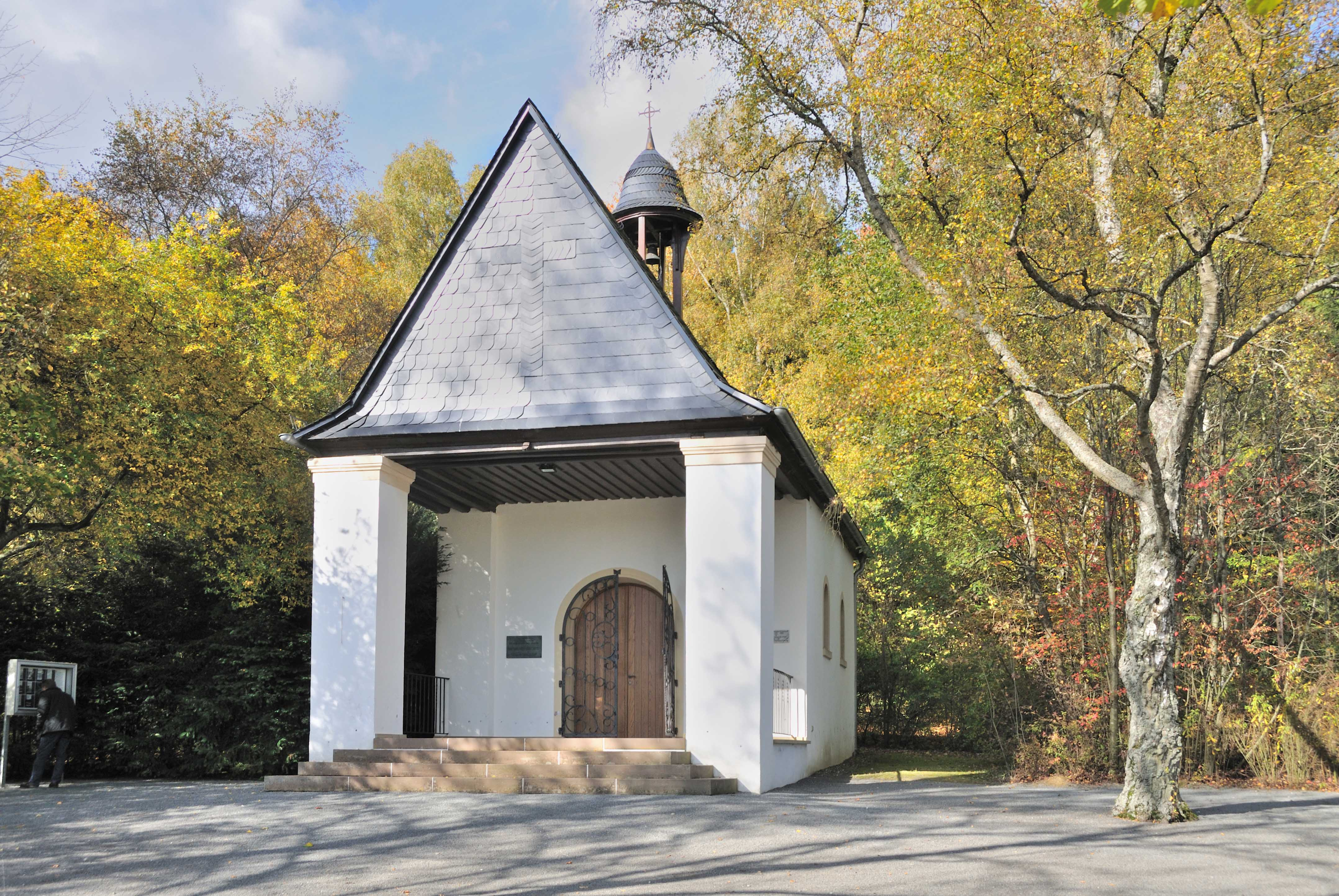
Friedhofskapelle

Das SS-Sonderlager Hinzert (auch KZ Hinzert) war ein deutsches Haft- und Konzentrationslager in der Nähe von Hinzert bei Trier im Hunsrück (heute Rheinland-Pfalz). Es existierte mit wechselnden Funktionszuweisungen von 1939 bis Anfang März 1945.

## Geschichte

### Polizeihaft- und Erziehungslager des RAD
Ein Barackenlager der Deutschen Arbeitsfront, das 1938 für Arbeiter des Westwalls errichtet worden war, wurde am 16. Oktober 1939 als Polizeihaft- und Erziehungslager eingerichtet. Es war zur „disziplinarischen Behandlung“ und „dreiwöchigen Umerziehung“ von so genannten „Arbeitsscheuen“ bestimmt, die zur Arbeit am Westwall oder den Reichsautobahnen zwangsverpflichtet waren. Ein Teil des Lagers trug die Bezeichnung „SS-Sonderlager Hinzert“; dort wurden Arbeiter eingewiesen, die als „Rückfällige, notorische Faulenzer oder Gewohnheitstrinker“ länger inhaftiert werden sollten.

### Konzentrationslager
Am 1. Juli 1940 wurde das Lager durch die Inspektion der Konzentrationslager übernommen, erhielt den Status eines KZ-Hauptlagers und erfüllte seither vielfältige Aufgaben als „Wiedereindeutschungs-“, „Schutzhaft-“ und „Arbeitserziehungslager“. Neben „Arbeitserziehungs-Häftlingen“ wurden zunehmend politische Gefangene in Hinzert eingeliefert. Ab Mai 1942 wurden vermutlich über 2000 Nacht-und-Nebel-Gefangene aus Frankreich und den Benelux-Staaten in Hinzert eingeliefert. Vorübergehend waren auch 800 ehemalige französische Fremdenlegionäre deutscher Staatsangehörigkeit untergebracht. Bis zu seiner Räumung 1945 durchliefen das Lager rund 14.000 männliche Häftlinge im Alter zwischen 13 und 80 Jahren.
Das Lager war für 560 Häftlinge ausgelegt, aber zeitweilig mit 1200 bis 1500 Menschen völlig überfüllt. Belegbar ist eine Anzahl von 321 Toten, nach Schilderung von Häftlingen muss jedoch von einer weit höheren Todeszahl ausgegangen werden. Die französische Militärverwaltung schätzte 1946 die Zahl der im KZ Hinzert zu Tode Gekommenen auf 1000.
Obwohl Hinzert kein Vernichtungslager war und nicht über Tötungsanlagen wie z. B. Gaskammern verfügte, kam es neben den Morden durch das Lagerpersonal zu angeordneten „Sonderbehandlungen“, u. a. Ende 1941 zur Tötung von 70 sowjetischen Politkommissaren und 1944 von 23 luxemburgischen Widerstandskämpfern. Die Massenmorde geschahen entweder durch Erschießen oder durch Giftspritzen. Die Leichen wurden im Wald hinter dem SS-Sonderlager verscharrt.
Etwa 30 Außenlager, die meisten davon erst 1944 errichtet, wurden dem Lager Hinzert organisatorisch unterstellt. Die Häftlinge der Außenlager wurden häufig auf Feldflugfeldern eingesetzt, um Landebahnen zu erweitern und Bombentrichter einzuebnen.

### Gefangene (Auswahl)
- Victor Abens (1912–1993), luxemburgischer Politiker und Industrieller, 1979–1989 Abgeordneter im Europäischen Parlament
- Jacques Arthuys (1894–1943), französischer Wirtschaftswissenschaftler und Journalist; leitende Funktion im französischen Widerstand; verstarb am 9. August 1943 im Krankenhaus Hermeskeil
- Jean-Pierre „Jhemp“ Bertrand (1921–2008), luxemburgischer Politiker
- Pierre Biermann (1901–1981), luxemburgischer Professor, Schriftsteller und Publizist
- Nicolas Birtz (1922–2006), luxemburgischer Politiker und Sportler (Olympiateilnehmer 1948)
- Léon Bollendorff (1915–2011), luxemburgischer Politiker, Philosoph und Philologe; Träger des Großkreuzes des Verdienstordens der Bundesrepublik Deutschland, der Helmut-Kohl-Ehrennadel und anderer Auszeichnungen
- Georg Buch (1903–1995), deutscher Politiker (SPD), Präsident des hessischen Landtags, 1960–1968 Oberbürgermeister von Wiesbaden
- Christian Calmes (1913–1995), luxemburgischer Jurist, Ökonom, Historiker und Autor
- Louis Cartan (1909–1943), französischer Wissenschaftler; umgekommen am 3. Dezember 1943 im Gefängnis Wolfenbüttel
- Jean Crouan (1906–1985), französischer Politiker; wurde am 29. April 1945 im KZ Dachau befreit
- Eugène Auguste Collart (1890–1978), luxemburgischer Bauer, Industrieller, Politiker, Diplomat und Publizist
- Jean Daligault (1899–1945), französischer Geistlicher und Künstler, Mitglied der Résistance
- Michel Edvire (1923–1943), französischer Widerstandskämpfer; am 7. Dezember 1943 in Köln hingerichtet
- Pierre Frieden (1892–1959), luxemburgischer Politiker und Schriftsteller; Staatsminister und Regierungspräsident in Luxemburg
- Maurice Jubert (1907–1943), französischer Widerstandskämpfer; am 22. Februar 1943 im Gefängnis in Saarbrücken umgekommen
- Robert Krieps (1922–1990), luxemburgischer Politiker, 1974–1979 Minister für Bildung, Justiz und Kultur, 1984–1989 Minister für Justiz, Kultur und Umwelt, 1989–1990 Abgeordneter im Europäischen Parlament
- Jean Muller (1909–1976), Präsident der Luxemburger Pfadfinderschaft
- Tony Noesen (21. August 1905 – 25. Februar 1944, hingerichtet im SS-Sonderlager Hinzert), luxemburgischer Pfadfinder
- Luigi Peruzzi (1910–1993), italienischstämmiger luxemburgischer Widerständler; Zeuge im Prozess gegen Paul Sporrenberg
- Césaire Anne Jean de Poulpiquet (1903–1943), Fluchthelfer für alliierte Piloten in Frankreich; am 3. Juli 1943 in Hinzert angekommen, am 5. August 1943 in Wittlich gestorben
- Alphonse „Foni“ Tissen (1909–1975), luxemburgischer Kunsterzieher und Maler
- Albert Ungeheuer (* 30. März 1915; † 19. Mai 1944), bedeutender luxemburgischer Widerständler, Fluchthelfer für Luxemburger, die nach Zwangsrekrutierung aus der Wehrmacht desertiert waren; hingerichtet im KZ Natzweiler-Struthof
- Auguste Wampach (1911–1988), luxemburgischer römisch-katholischer Geistlicher und Résistancekämpfer
- Lucien Wercollier (1908–2002), luxemburgischer Bildhauer
- Albert Wingert (1897–1962), luxemburgischer Lehrer und Politiker
- Eugen Wipf (1916–1948), Schweizer Funktionshäftling, später SS-Unterscharführer

### Lagerkommandanten
- Hermann Pister (1885–1948), Oktober 1939 bis Dezember 1941
- Egon Zill (1906–1974), Dezember 1941 bis April 1942
- Paul Sporrenberg (1896–1961), April 1942 bis Januar 1945

### Funktionspersonal
- Hans Karl Möser (1906–1948), in Landsberg hingerichtet
- Johannes Gustav Riek (1900–1976), 1940–1941 als dritter Lagerleiter tätig
- Hans Hermann Theodor Schmidt (1899–1951), 1940–1941 in Hinzert; in Landsberg hingerichtet

### Strafverfolgung
Hermann Pister wurde im Buchenwald-Hauptprozess 1947 zum Tode verurteilt und starb noch vor Vollstreckung des Urteils. Egon Zill, der später Kommandant im KZ Natzweiler und KZ Flossenbürg war, wurde in München 1955 zu lebenslanger Zuchthausstrafe verurteilt, aber schon 1961 entlassen. Paul Sporrenberg wurde erst 1959 verhaftet; er verstarb, bevor er sich in Trier vor Gericht verantworten musste. Ein französisches Tribunal verhandelte in Rastatt im Juni 1948 gegen 15 und im September desselben Jahres gegen weitere sieben SS-Angehörige des Lagers. Sechs der Angeklagten wurden freigesprochen; vier Todesstrafen wurden in zweiter Instanz in Haftstrafen umgewandelt. In weiteren Prozessen mussten sich der ehemalige Lagerarzt, der Lagerkapo Eugen Wipf und andere Täter einzeln vor Gerichten verantworten.

## Gedenkstätte

### „Hinzerter Kreuz“

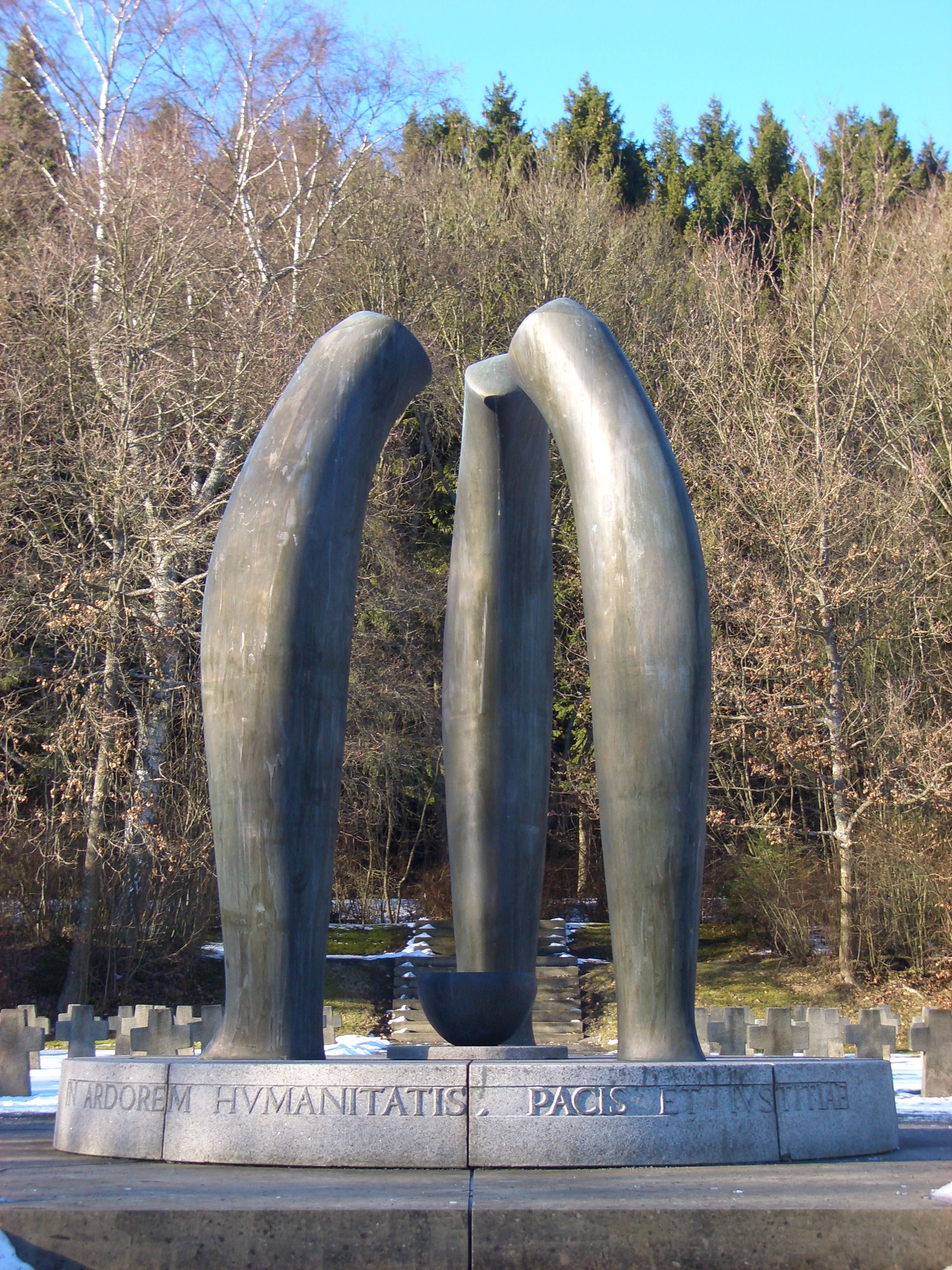
Denkmal (Bronze), von Lucien Wercollier

Ausländische Häftlinge, wie beispielsweise französische Gefangene der „Nacht-und-Nebel-Aktion“ und vor allem luxemburgische Staatsbürger, machten einen großen Teil der Inhaftierten und der Getöteten aus. Daher wurde bereits 1945 durch Luxemburger das so genannte „Hinzerter Kreuz“ aufgestellt, und der Gedenkstein ist nicht nur auf Deutsch, sondern auch auf Luxemburgisch beschriftet.

### Ehrenfriedhof
1946 ließ die französische Militärregierung auf dem Gelände des ehemaligen Mannschaftslagers einen Ehrenfriedhof anlegen, auf dem alle in den Massengräbern gefundenen Leichen bestattet wurden, die man nicht identifizieren konnte. Die Friedhofskapelle wurde am 4. November 1948 eingeweiht. Noch heute ist die Gedenkstätte Hinzert in vielen Karten irreführend als „Ehrenfriedhof“ verzeichnet, was ihrer Rolle als Gedenkstätte des Sonderlagers nicht ganz gerecht wird.

### Dokumentations- und Begegnungsstätte
Am 11. Oktober 1986 wurde auf dem Friedhof an der Gedenkstätte ein Denkmal des ehemaligen luxemburgischen Häftlings Lucien Wercollier als zentrales Mahnmal eingeweiht. Die Inschrift ist lateinisch und deutsch gehalten; sie lautet „In ardorem humanitatis, pacis et iustitiae“ bzw. „Durchdrungen von Menschlichkeit, Frieden und Gerechtigkeit“.
1989 gründeten Privatleute in Eigeninitiative den Förderverein Dokumentations- und Begegnungsstätte ehemaliges KZ Hinzert e. V.
1991/1992 legte die Landeszentrale für politische Bildung Rheinland-Pfalz eine Gedenkstättenkonzeption für Rheinland-Pfalz und die beiden dort befindlichen KZ-Gedenkstätten in Osthofen und Hinzert vor. Dieser Konzeption folgend begann 1994 die Installation eines Informationssystems, das die „Stätten der Unmenschlichkeit“ im Umkreis des ehemaligen Lagers in mehreren europäischen Sprachen (Deutsch, Englisch, Französisch, Polnisch) erläutert:

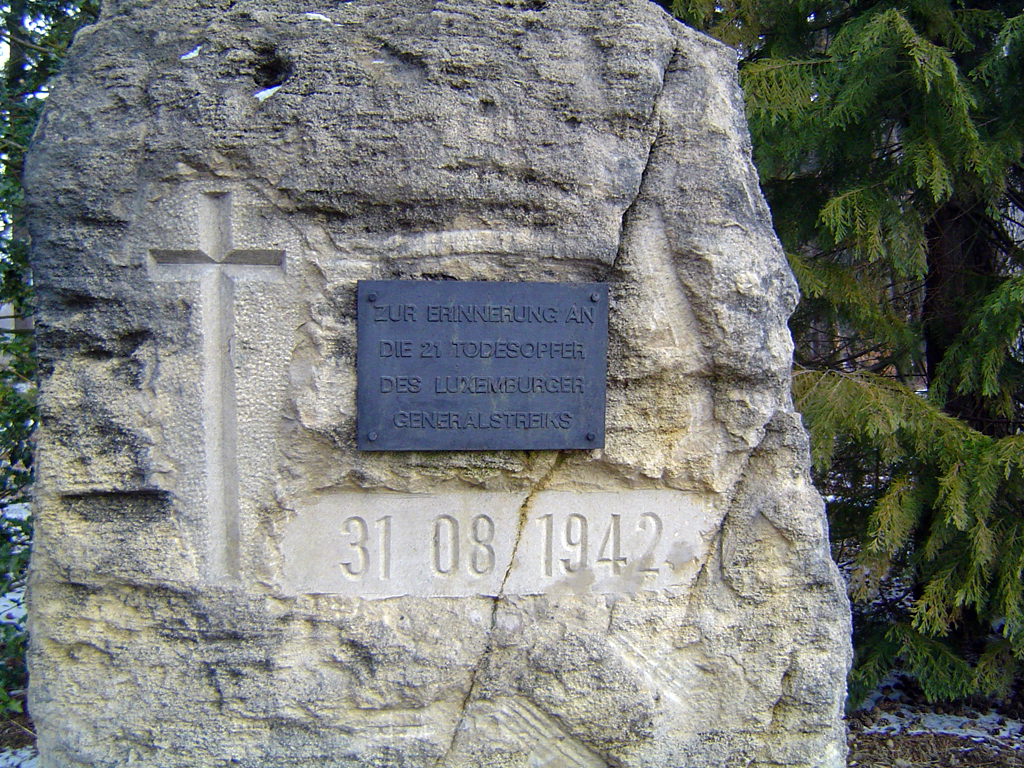
Gedenkstein Streikopfer 1942

1. Ehemaliger Quarzitsteinbruch (Erschießungsstelle 1942)
2. Gedenkstein Streikopfer 1942
3. Luxemburger Streikopfer 1942 (am ehemaligen Massengrab)
4. Ermordete sowjetische Kriegsgefangene 1941 (Information am Gedenkstein)
5. Massengrab sowjetischer Kriegsgefangener (an einer Grube)
6. Opfer des Nacht- und Nebel-Erlasses 1942/43 (an einer Grube)
7. Gedenkstein Widerstandskämpfer 1944
8. Luxemburger Widerstandskämpfer 1944 (am ehemaligen Massengrab)
9. Ehemaliger Häftlingsfriedhof 1942–1944
10. Geplante Massenliquidierungsgruben 1944
11. Ehemaliger Schiefersteinbruch 1942/43 (bei Pölert)

Das offizielle Dokumentations- und Begegnungshaus (entworfen vom Saarbrücker Architekturbüro Wandel, Hoefer und Lorch, die dafür 2006 den Preis des Deutschen Stahlbaues erhielten), wurde am 10. Dezember 2005 in Anwesenheit ehemaliger Gefangener aus Luxemburg, Frankreich und den Niederlanden eröffnet. Dort befindet sich nun auch eine Dauerausstellung zum Lager, zur Leidensgeschichte seiner Häftlinge und zu den Gräueltaten der Täter.

### Bildergalerie

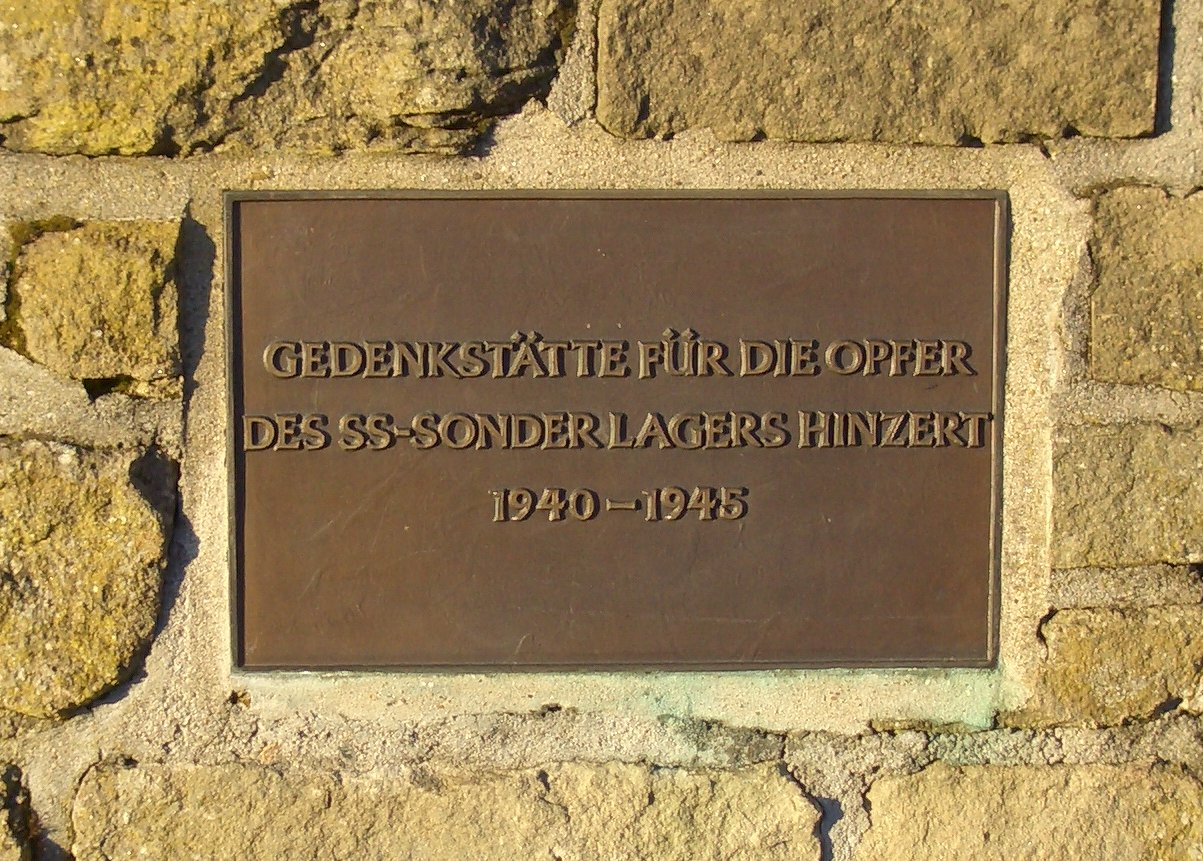
Plakette am Eingang
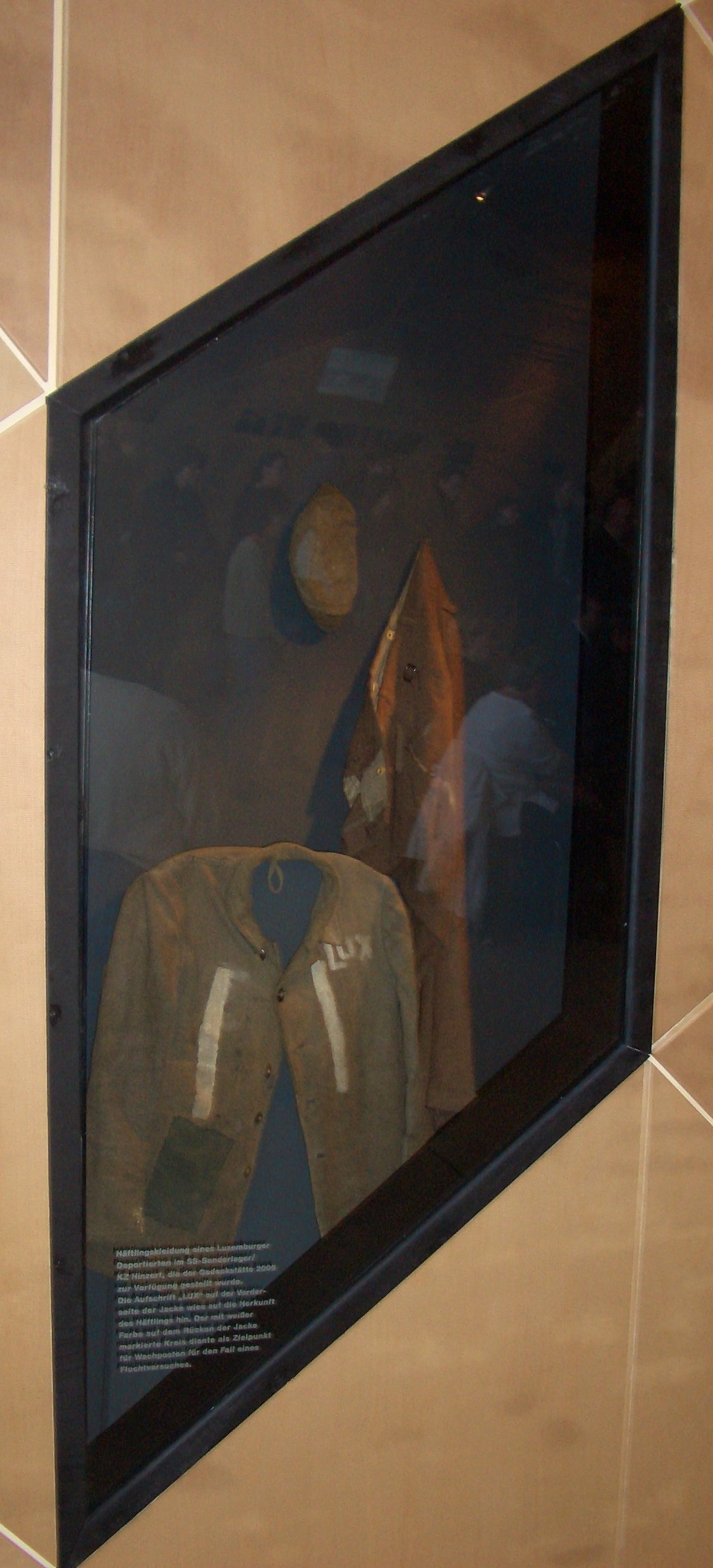
Kleidung eines Häftlings aus Luxemburg im Dokumentationszentrum
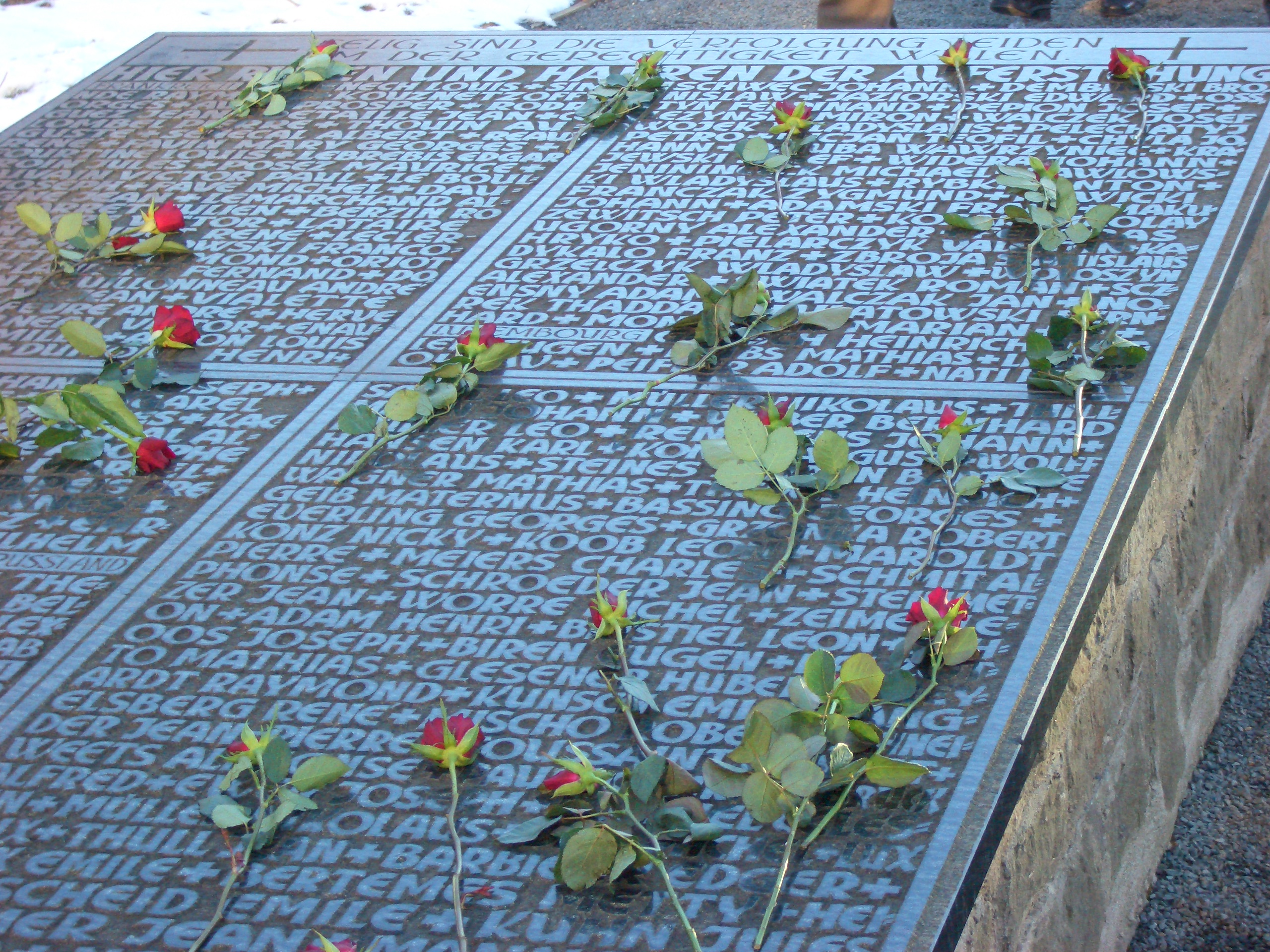
Katafalk für 321 Getötete
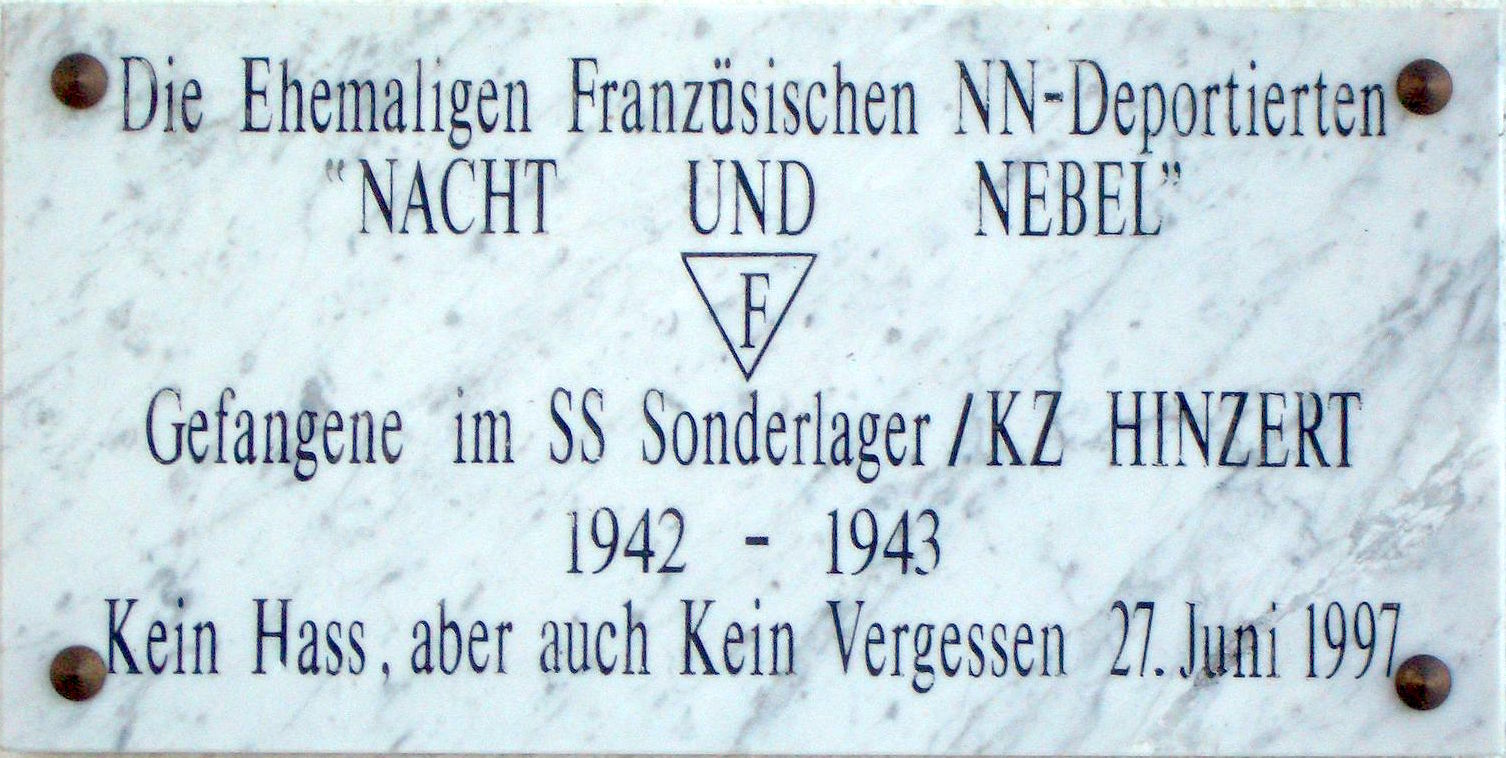
Gedenktafel der überlebenden französischen Opfer
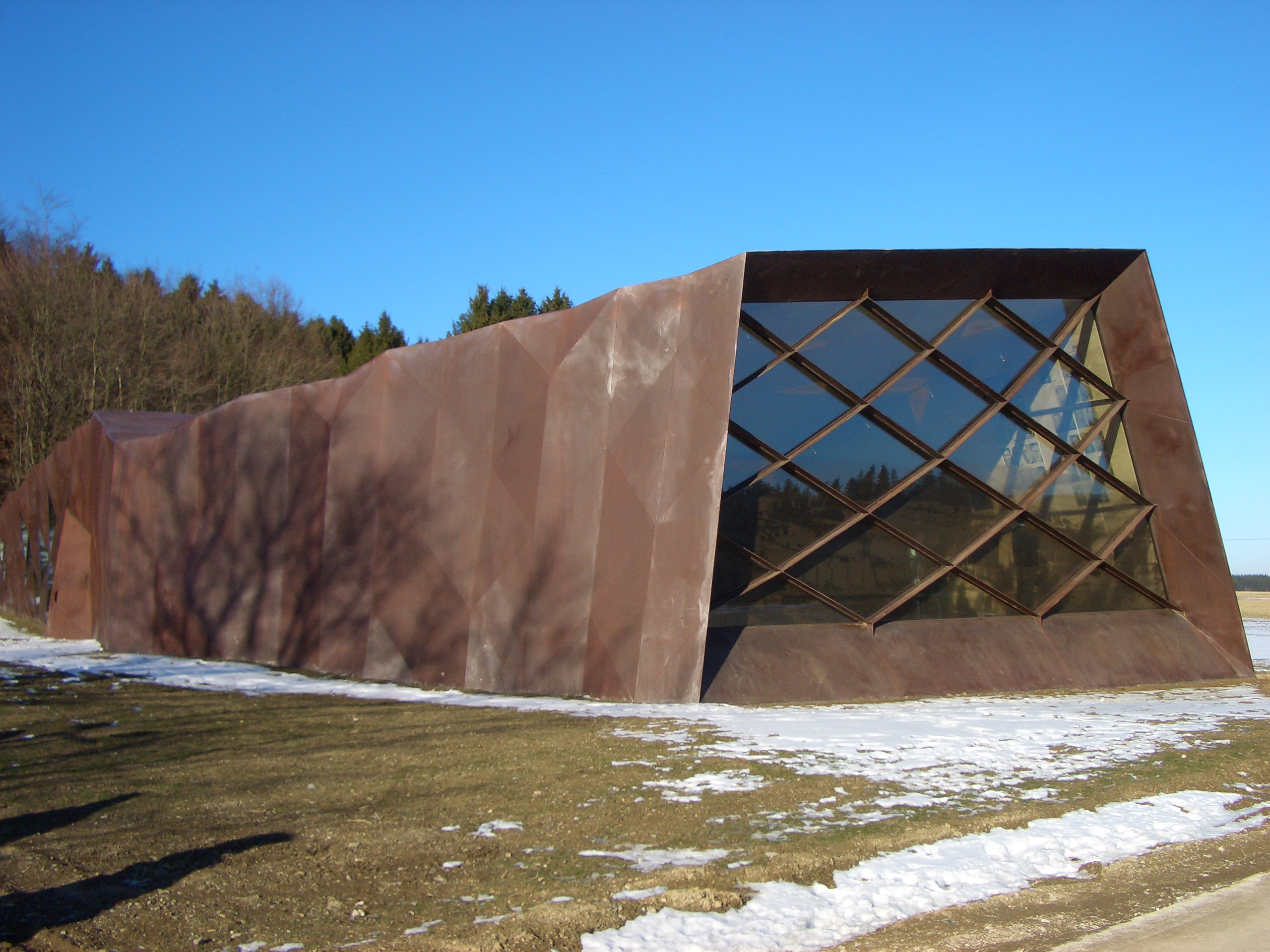
Dokumentationszentrum
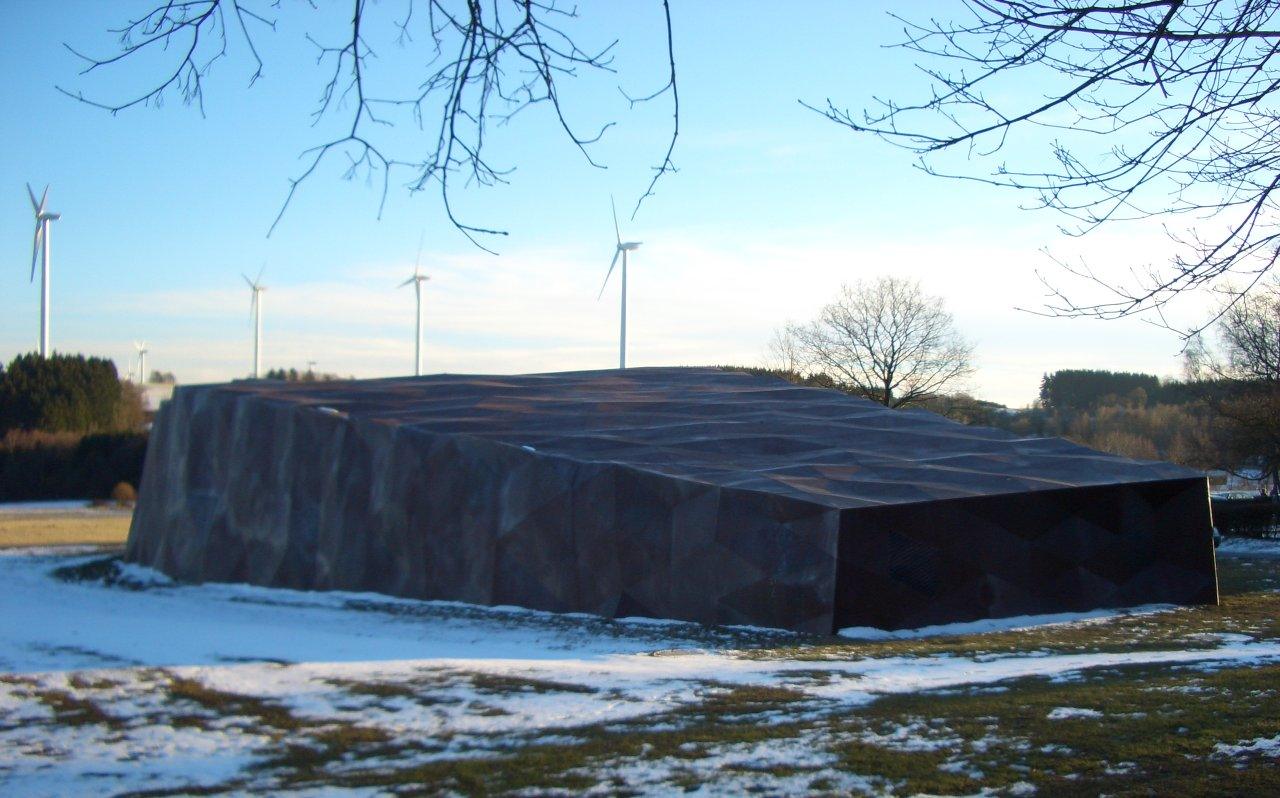
Dokumentationszentrum von hinten
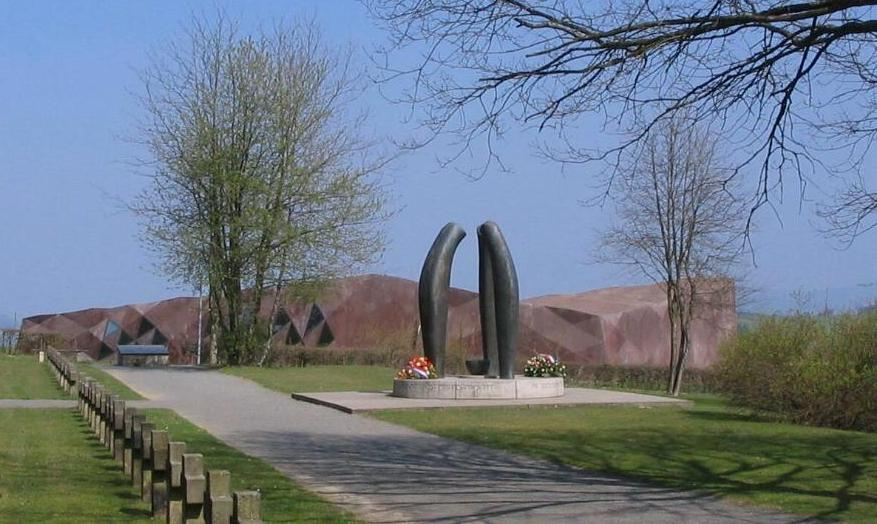
Mahnmal und Dokumentationszentrum
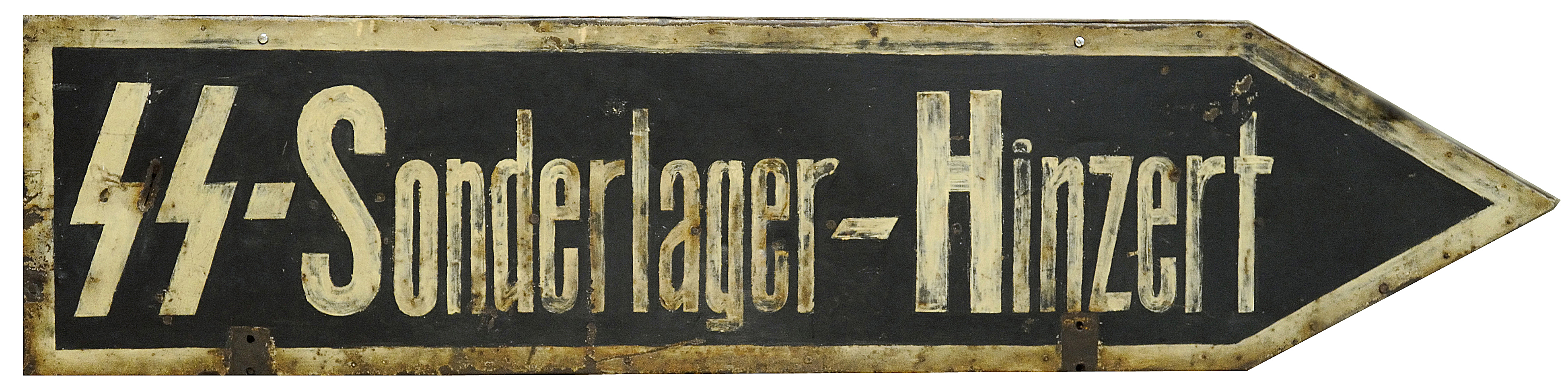
Historisches Straßenschild